# Jazz Party
Albums de Duke Ellington
Duke Ellington at the Alhambra
(1958) Back to Back: Duke Ellington and Johnny Hodges Play the Blues
(1959)
Jazz Party est un album enregistré en 1959 par Duke Ellington et son orchestre auquel s'étaient joints quelques invités de marque : Dizzy Gillespie, Jimmy Rushing (ex vocaliste de Count Basie), Jimmy Jones (en) ainsi que 9 percussionnistes. Initialement publié sous le titre Duke Ellington : Jazz Party in Stereo, il fut réédité en 1997 au format Compact Disc sous le label Mobile Fidelity Sound Lab (en), également dans la série "CBS Jazz Masterpieces".
Enregistrement réalisé dans le célèbre studio Columbia de la 30e rue, à New-York. (Ref. BIEM/STEMRA / CBS 460059 2). Malgré l'ajout de faux applaudissements dans la version initialement publiée en microsillon, il s'agit bien d'un album studio.

## Titres
1. Malletoba Spank (Duke Ellington, Billy Strayhorn) – 3:39
2. Toot Suite: Red Garter/Red Shoes/Red Carpet/Ready, Go! (Ellington, Strayhorn) – 21:37
3. Satin Doll (Ellington, Johnny Mercer Strayhorn) – 2:43 (non inclus dans l'édition originale)
4. U.M.M.G. (Upper Manhattan Medical Group) (Strayhorn) – 4:30
5. All of Me (Gerald Marks, Seymour Simons) – 2:30
6. Tymperturbably Blue (Ellington, Strayhorn) – 4:23
7. Fillie Trillie (Ellington) – 2:43 (non inclus dans l'édition originale)
8. Hello Little Girl (Ellington) – 7:47

## Personnel
- Cat Anderson – trompette
- Elden C. Bailey – percussion
- Shorty Baker – trompette
- Harry Breuer – percussion
- Harry Carney – saxophone
- Duke Ellington – piano
- Andres Ford – trompette
- George Gaber – percussion
- Dizzy Gillespie – trompette
- Morris Goldenberg – percussion
- Paul Gonsalves – saxophone
- Jimmy Hamilton – saxophone, clarinette
- Johnny Hodges – saxophone
- Quentin Jackson – trombone
- Jimmy Jones – piano
- Chauncey Morehouse – percussion
- Ray Nance – trompette
- Russell Procope – saxophone, clarinette
- Walter Rosenberg – percussion
- Bobby Rosengarden – percussion
- Jimmy Rushing – chant
- John Sanders – trombone
- Milton Schlesinger – percussion
- Brad Spinney – percussion
- Clark Terry – trompette
- Jimmy Woode – contrebasse
- Britt Woodman – trombone
- Sam Woodyard – batterie
- Andres Marenguito (t) non crédité mais mentionné par certaines sources (titre #4)[1]
- Billy Strayhorn et Harold Baker (perc) non crédités mais mentionnés par certaines sources (titres #1 et #6)[1]

NB : Andres Marenguito et Andres Ford sont une seule et même personne.